# Vía Dolorosa
La Vía Dolorosa (latín de 'Vía Dolorosa', a menudo traducido como 'Vía del Sufrimiento'; en árabe: طريق الآلام‎; en hebreo: ויה דולורוזה‎) es una calle y ruta procesional en la Ciudad Vieja de Jerusalén. Representa el camino que Jesús recorrió, obligado por los soldados romanos, de camino a su crucifixión. El sinuoso recorrido desde la antigua Fortaleza Antonia hasta la Iglesia del Santo Sepulcro-una distancia de unos 600 metros (656,2 yd)-es un célebre lugar de peregrinación cristiana. La ruta actual se estableció en el siglo XVIII, sustituyendo a varias versiones anteriores. En la actualidad está marcada por 14 Estaciones del Vía Crucis, nueve de las cuales están al aire libre, en las calles, y las cinco estaciones restantes se encuentran actualmente dentro de la iglesia del Santo Sepulcro. Es un importante foco de peregrinaje.

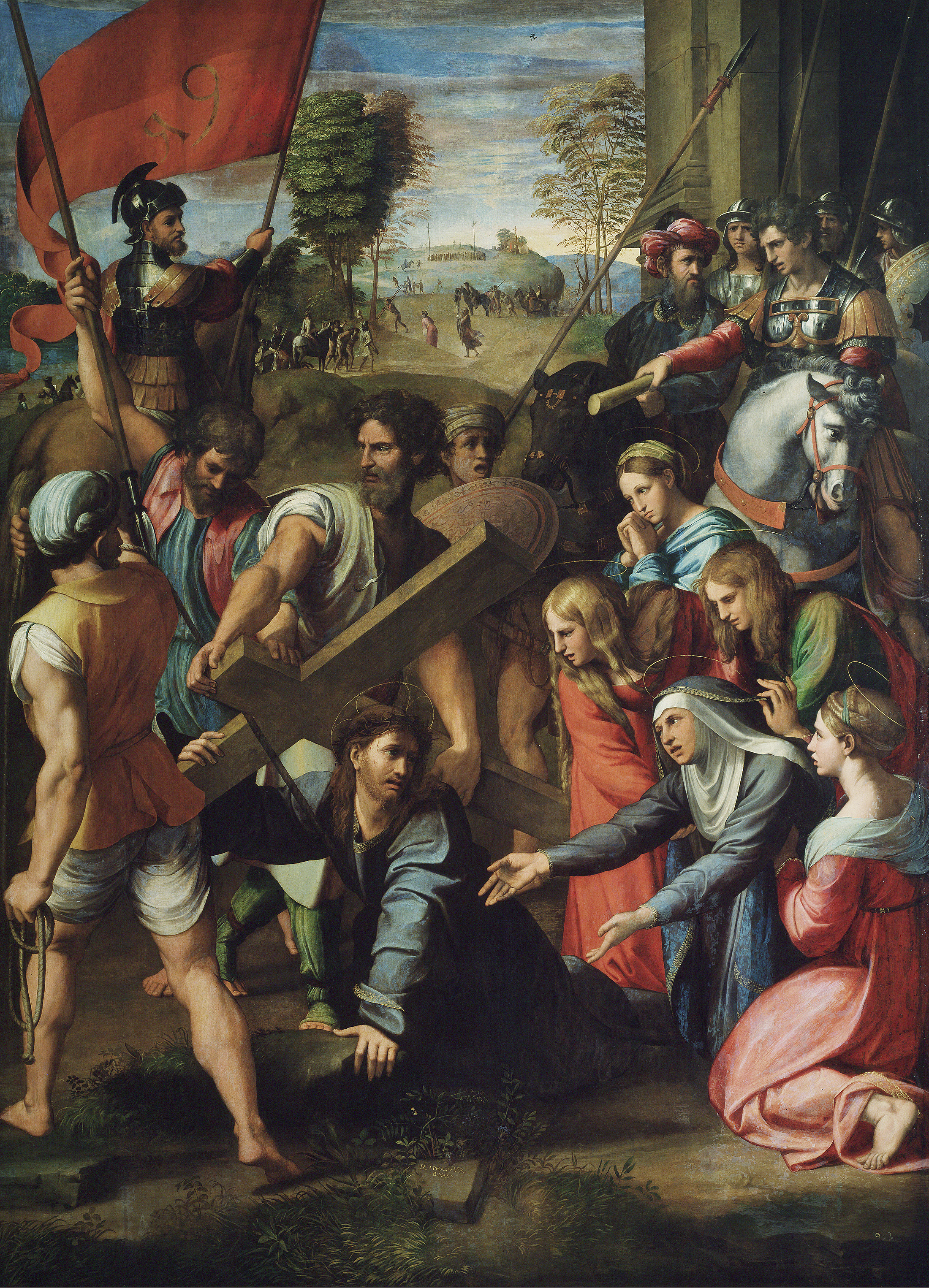
Jesús cargando la cruz, de Raphael, 1516.

## Historia
La Via Dolorosa no es una calle, sino una ruta formada por segmentos de varias calles. Uno de los segmentos principales es el remanente moderno de una de las dos rutas principales este-oeste (Decumanus Maximus) a través de la ciudad romana de Aelia Capitolina, construida por Adriano. El diseño estándar de las ciudades romanas sitúa la principal vía este-oeste en el centro de la ciudad, pero la presencia del Monte del Templo a lo largo de gran parte del lado oriental de la ciudad obligó a los planificadores de Adriano a añadir una vía este-oeste adicional en su parte norte. Además de la habitual vía central norte-sur (Cardo Maximus), que en Jerusalén se dirigía en línea recta hacia la colina occidental, se añadió una segunda gran vía norte-sur por la línea del Valle del Tiropeón; estas dos calles convergen cerca de la Puerta de Damasco, cerca de la Via Dolorosa. Si la Via Dolorosa hubiera continuado hacia el oeste en línea recta a través de las dos rutas, habría formado una manzana triangular demasiado estrecha para construir edificios estándar; el decumanus (ahora la Via Dolorosa) al oeste del Cardo se construyó al norte creando la discontinuidad en la calzada aún presente hoy en día.
Los primeros informes de una ruta de peregrinación correspondiente a los acontecimientos bíblicos datan de la época bizantina; durante ese tiempo, una procesión de Jueves Santo partía de la cima del Monte de los Olivos, se detenía en Getsemaní, entraba en la Ciudad Vieja por la Puerta de los Leones, y seguía aproximadamente la ruta actual hasta la Iglesia del Santo Sepulcro, sin embargo, no había paradas reales durante la ruta a lo largo de la Vía Dolorosa propiamente dicha. Para el siglo VIII, sin embargo, la ruta pasaba en cambio por la colina occidental; comenzando en Getsemaní, continuaba hasta la supuesta House of Caiaphas en el Monte Sión, luego hasta Santa Sofía (vista como el sitio del Pretorio), y finalmente hasta la Iglesia del Santo Sepulcro.
Durante la Edad Media, los católicos de Jerusalén se dividieron en dos facciones, una controlaba las iglesias de la colina occidental, la otra las iglesias de la colina oriental;¿Qué se entiende por colina oriental?[cita requerida] cada una apoyaba la ruta que llevaba a los peregrinos más allá de las iglesias que controlaba la facción en cuestión, uno argumentando que la mansión del gobernador romano (Praetorium) estaba en el monte Sión (donde tenían sus iglesias), el otro que estaba cerca de la Fortaleza Antonia (donde tenían sus iglesias).
Lo que el Reino de Jerusalén de los cruzados llamaba calle Josafat (Via Josaphat) estaba donde en parte está la actual Via Dolorosa.  La actual Vía Dolorosa se extiende hacia el oeste desde la parte occidental de esa calle). Cerca de la Fortaleza Antonia en ruinas y al norte del recinto del Templum Domini, la calle Josafat conducía hacia el este hasta la Puerta de Josafat (cerca o en la Puerta de los Leones en Calle de la Puerta de los Leones), con el Valle de Josafat (cerca o en el Valle del Cedrón) más allá de la puerta. 
En el siglo XIV, el papa Clemente VI consiguió cierta coherencia en la ruta con la bula Nuper Carissimae, estableciendo la custodia franciscana de Tierra Santa, y encargando a los frailes "la guía, instrucción y cuidado de los peregrinos latinos, así como la custodia, mantenimiento, defensa y rituales de los santuarios católicos de Tierra Santa". A partir de alrededor de 1350, los frailes franciscanos realizaron recorridos oficiales por la Vía Dolorosa, desde el Santo Sepulcro hasta la Casa de Pilatos-en dirección contraria a la recorrida por Cristo en la Biblia. La ruta no se invirtió hasta c. 1517, cuando los franciscanos empezaron a seguir cronológicamente los acontecimientos de la Pasión de Cristo, partiendo de la casa de Pilato y terminando con la crucifixión en el Gólgota.
Desde el inicio de la administración franciscana, el desarrollo de la Via Dolorosa estuvo íntimamente ligado a las prácticas devocionales en Europa. Los frailes menores eran ardientes defensores de la meditación devocional como medio para acceder y comprender la Pasión. Las horas y guías que produjeron, como las Meditaciones vite Christi (MVC), circularon ampliamente por Europa.

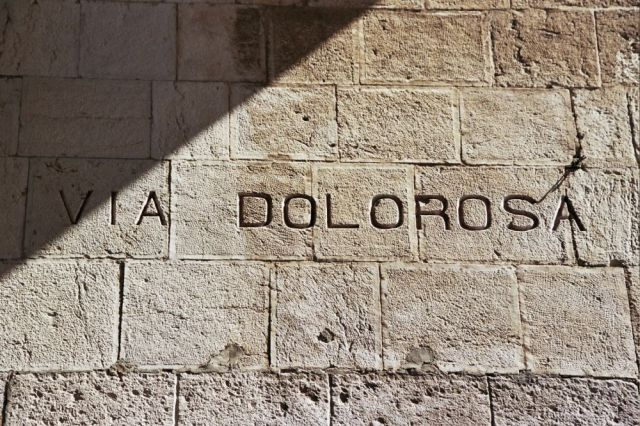
Señal a lo largo de la Via Dolorosa

Necesariamente, la literatura devocional se basó en los escuetos relatos de la Via Dolorosa en la Biblia; el período de tiempo entre justo después de la condena de Cristo por Pilato y justo antes de su crucifixión no recibe más que unos pocos versos en los cuatro Evangelios. A lo largo del siglo XIV, surgieron en la literatura devocional y en el lugar físico de Jerusalén una serie de acontecimientos marcados por estaciones en la Via Dolorosa.
Las primeras estaciones que aparecieron en los relatos de peregrinación fueron el «Encuentro con Simón de Cirene y las Hijas de Jerusalén». A éstas siguieron otras estaciones, más o menos efímeras, como la «Casa de la Verónica», la «Casa de Simón el Fariseo», la «Casa del Rico Malvado» que no daba limosna a los pobres y la «Casa de Herodes». En su libro, The Stations of the Cross, Herbert Thurston señala: 

Tanto si nos fijamos en los lugares que, según el testimonio de los viajeros, se honraban en la propia Jerusalén, como si nos fijamos en las imitaciones de las peregrinaciones que se esculpían en piedra o se recogían en libros para la devoción de los fieles en casa, debemos reconocer que había una falta total de uniformidad en la enumeración de las Estaciones.

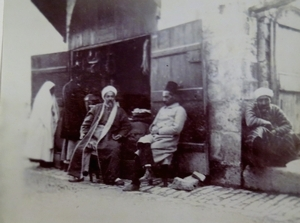
Tienda en la Via Dolorosa cerca del arco del Ecce Homo, Jerusalén, 1891

Esta negociación de las estaciones, entre la imaginación europea y el lugar físico, continuaría durante los seis siglos siguientes. Sólo en el siglo XIX se llegó a un acuerdo general sobre la posición de las estaciones primera, cuarta, quinta y octava. Irónicamente, los descubrimientos arqueológicos del siglo XX indican ahora que la ruta primitiva de la Via Dolorosa en la colina occidental era en realidad un camino más realista. 
La equiparación de la actual Vía Dolorosa con la ruta bíblica se basa en la suposición de que el Praetorium era adyacente a la Fortaleza Antonia. Sin embargo, al igual que Filón, el escritor de finales del siglo I Josefo atestigua que los gobernadores romanos de Judea romana, que gobernaban desde Cesarea Marítima en la costa, se alojaban en Palacio de Herodes mientras estaban en Jerusalén,  llevaban a cabo sus juicios en el pavimento inmediatamente fuera de él, y hacían azotar allí a los culpables;  Josefo indica que el palacio de Herodes se encuentra en la colina occidental, y recientemente (2001) ha sido redescubierto bajo una esquina de la Puerta de Jaffa ciudadela.  Además, la reconstrucción arqueológica ha demostrado que antes de las alteraciones de Adriano en el siglo II (véase Aelia Capitolina), la zona adyacente a la Fortaleza Antonia era una gran piscina de agua al aire libre.
.

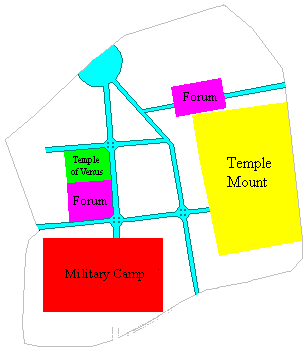
Las vías principales -los cardines (norte-sur) y los decumani (este-oeste)- en Aelia Capitolina. La Via Dolorosa es el decumanus del norte

En 2009, el arqueólogo israelí Shimon Gibson encontró los restos de un gran patio pavimentado al sur de la Puerta de Jaffa, entre dos muros de fortificación, con una puerta exterior y otra interior que conducía a un cuartel. El patio contenía una plataforma elevada de unos 2 m². Un estudio de las ruinas del Praetorium, que durante mucho tiempo se creyó que era el cuartel romano, indicó que no era más que una torre de vigilancia. El conjunto de estos hallazgos "se corresponde perfectamente" con la ruta descrita en los Evangelios y coincide con detalles encontrados en otros escritos antiguos.
La ruta trazada por Gibson comienza en un aparcamiento del barrio de Armenian, pasa por las murallas otomanas de la Ciudad Vieja junto a la Torre de David, cerca de la Puerta de Jaffa, antes de girar hacia la Iglesia del Santo Sepulcro. La nueva investigación también indica que el lugar de la crucifixión está a unos 20 metros (65,6 pies) del lugar tradicionalmente aceptado.

## Itinerario Tradicional

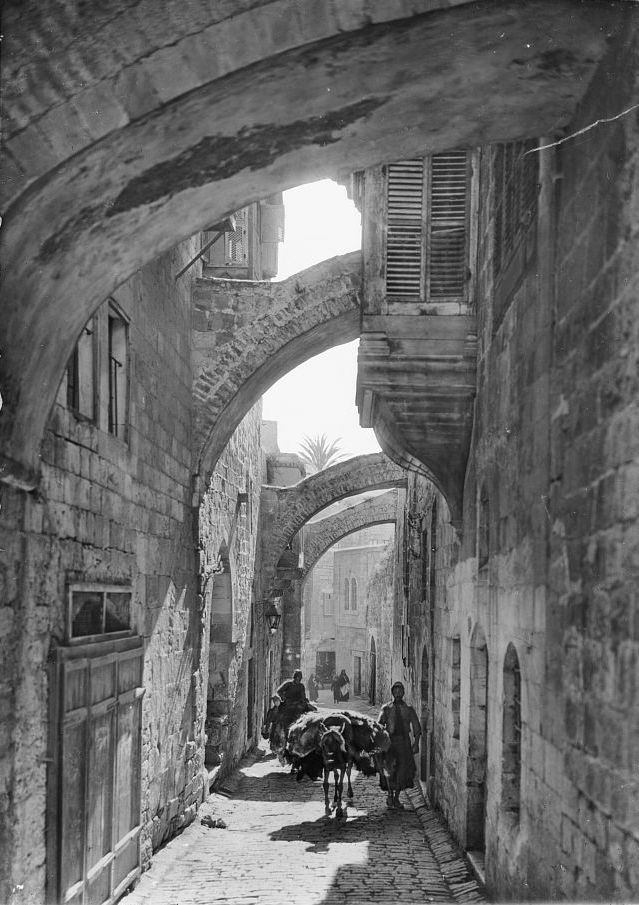
Vía Dolorosa, Jerusalén.

El itinerario tradicional empieza justo dentro de la Puerta de los Leones (Puerta de San Esteban), cerca de la localización de la antigua Fortaleza Antonia, dirigiéndose hacia el Oeste a través de la ciudad antigua hacia la Iglesia del Santo Sepulcro. Este itinerario está basado en la procesión organizada por los Franciscanos en el siglo XIV.
Mientras las señalizaciones de las denominaciones del resto de las diferentes calles hierosolimitanas son traducidas a inglés, hebreo y árabe, el nombre VIA DOLOROSA es utilizado en los tres idiomas.

## Otros itinerarios
Una procesión bizantina el Miércoles Santo empezaba desde lo alto del Monte de los Olivos, deteniéndose en Getsemaní, entrando en la Ciudad Vieja a través de la Puerta de los Leones y proseguía aproximadamente por la actual Vía Dolorosa hasta la Iglesia del santo sepulcro.

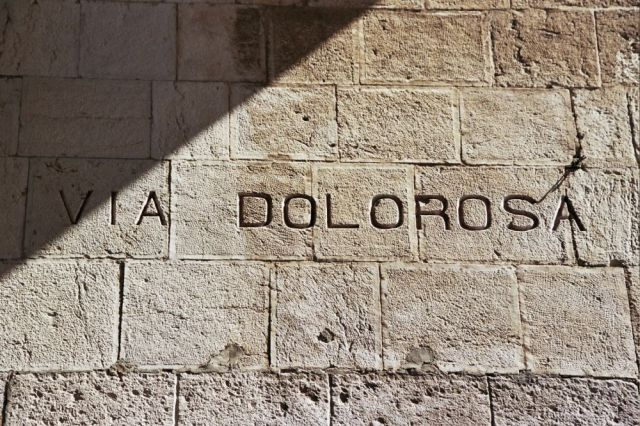
Señal en la Vía Dolorosa, Jerusalén.

Alrededor del siglo VIII, algunas estaciones eran hechas siguiendo un camino que atravesaba el sur de la ciudad vieja, a la casa de Caifás en el Monte Sion, hacia el Pretorio, prosiguiendo luego hacia la Iglesia del Santo Sepulcro.

## Estaciones del Viacrucis

### I Estación

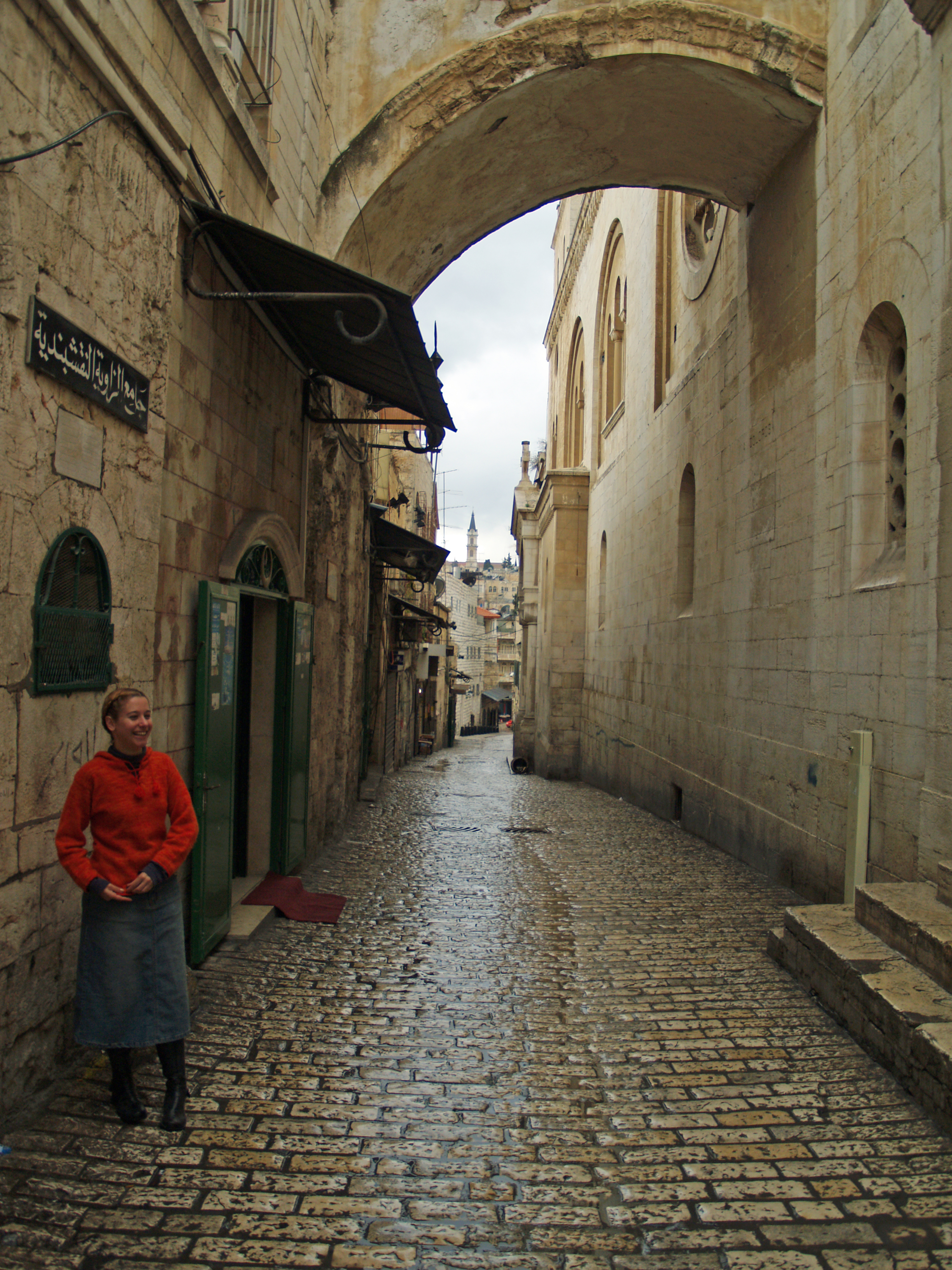
Las estrechas calles de la Vía Dolorosa, Jerusalén.

La Primera Estación es cercana al Monasterio de la Flagelación, donde Cristo fue interrogado por Poncio Pilato y posteriormente condenado.

Pilato mandó entonces azotar a Jesús. Los soldados tejieron una corona de espinas y se la pusieron sobre la cabeza. Lo revistieron con un manto rojo, y acercándose, le decían: «¡Salud, rey de los judíos!», y lo abofeteaban.
Juan, Evangelio, XIX 1-3

 La capilla construida en los año 1920 donde hubo un edificio erigido por los Cruzados, es ahora llevado por los Franciscanos, posee unas magníficas vidrieras representado a Cristo siendo martirizado en la columna, Pilatos lavándose las manos y la liberación de Barrabás. Sobre el altar mayor, bajo la cúpula central, se encuentra un mosaico en el que sobre un fondo dorado aparece la Corona de Espinas.

### II Estación
La Segunda Estación se encuentra cerca de la antigua construcción romana conocida como el Arco del Ecce Homo, en memoria de las palabras pronunciadas por Poncio Pilato, mientras mostraba a Jesucristo al pueblo jerosolimitano. Sólo una parte de este arco triunfal, erigido por Adriano (en el año 135 a C.) para celebrar la caída de Jerusalén, es visible actualmente. El arco izquierdo, que no ha llegado a nuestros días, formó parte de un monasterio islámico, mientras que el derecho todavía se conserva dentro de la Basílica de Ecce Homo. Esta iglesia fue construida durante la segunda mitad del siglo pasado en un lugar que poseía restos de antiguas ruinas, como el mencionado arco romano, parte de las fortificaciones y patio de la Fortaleza Antonia e importantes vestigios del pavimento de la calzada romana, el llamado litóstrato. En algunas de las piedras existen signos de un antiguo juego de dados, lo que da soporte a la hipótesis de que se trata del lugar donde los soldados romanos se jugaron las ropas de Jesús.

### III Estación
La Tercera Estación Penitencial rememora la primera caída de Cristo en su camino a la crucifixión. El lugar viene señalado por una pequeña capilla que pertenece a la Iglesia católica armenia. Es un edificio del siglo XIX renovado completamente por soldados católicos de la armada libre polaca durante la Segunda Guerra Mundial.

### IV Estación
El encuentro entre Jesús y su madre se conmemora mediante un pequeño oratorio con una exquisita luneta sobre la entrada, adornada con un bajorrelieve cincelado por el artista polaco Zieliensky. Este encuentro, sin embargo, no aparece en los textos canónicos.

### V Estación
Una inscripción en el arquitrabe de una puerta indica el lugar del encuentro entre Jesús y Simón el Cirineo, que fue quien llevó la pesada cruz de Cristo hasta el monte Gólgota (Calvario), el lugar de la crucifixión. Este episodio es recogido en los tres Evangelios sinópticos.

### VI Estación

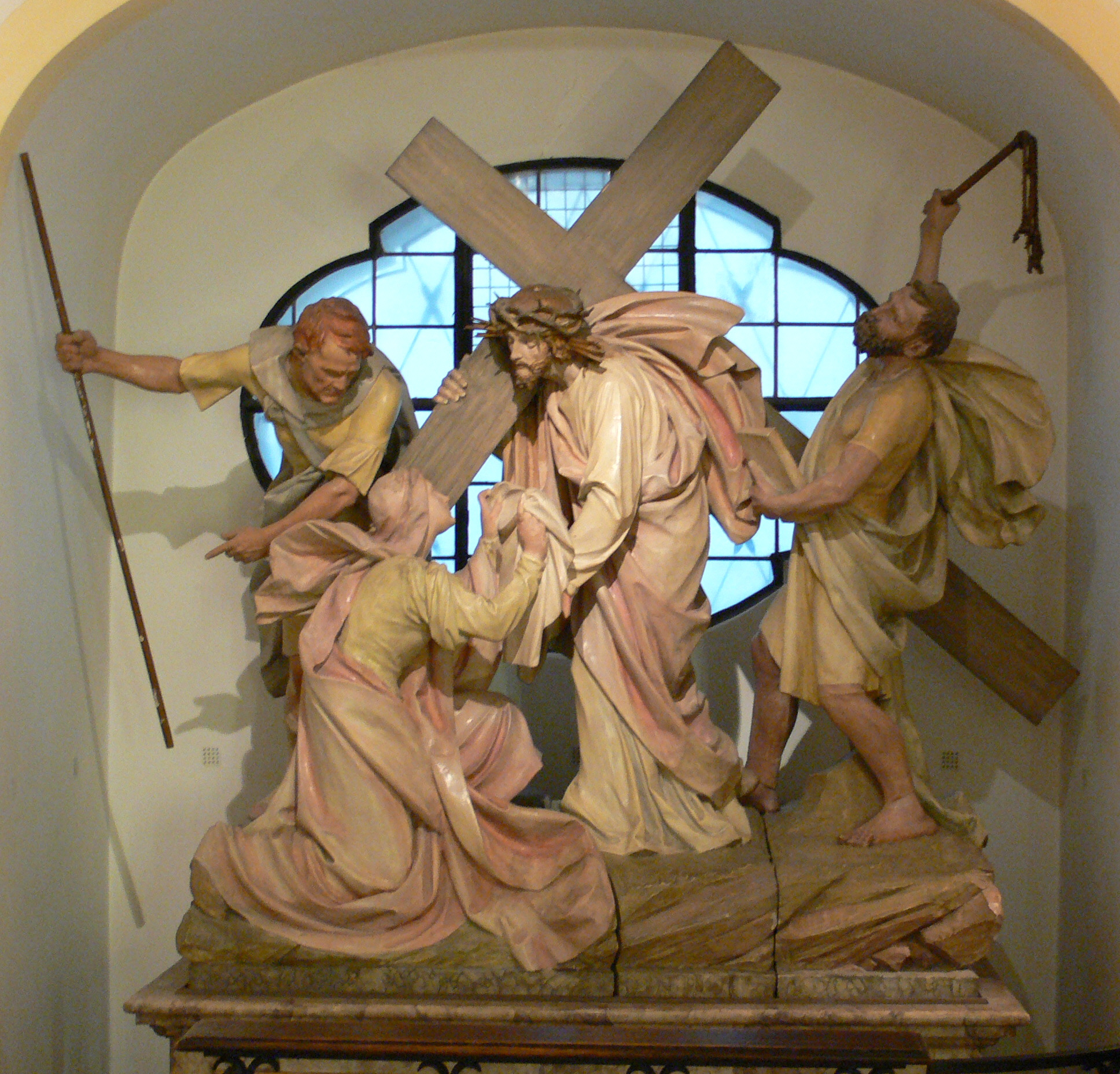
Conjunto escultórico del en el que se aprecia a la Verónica ofreciéndole el velo.

Una iglesia perteneciente a Griegos Católicos conserva la memoria del encuentro entre Jesús y la mujer Verónica, cuya tumba también puede ser visitada en la misma. La reliquia de este encuentro, en el cual, según la tradición, Verónica limpió el rostro del Señor con un pañuelo de seda, en el que sus facciones quedaron impresas. Actualmente existen diferentes iglesias que aseguran conservar el llamado Santo Rostro.

### VII Estación
El lugar de la segunda caída de Jesús y Séptima Estación está señalado con un pilar situado entre la Vía Dolorosa y la pintoresca calle del Mercado.

### VIII Estación

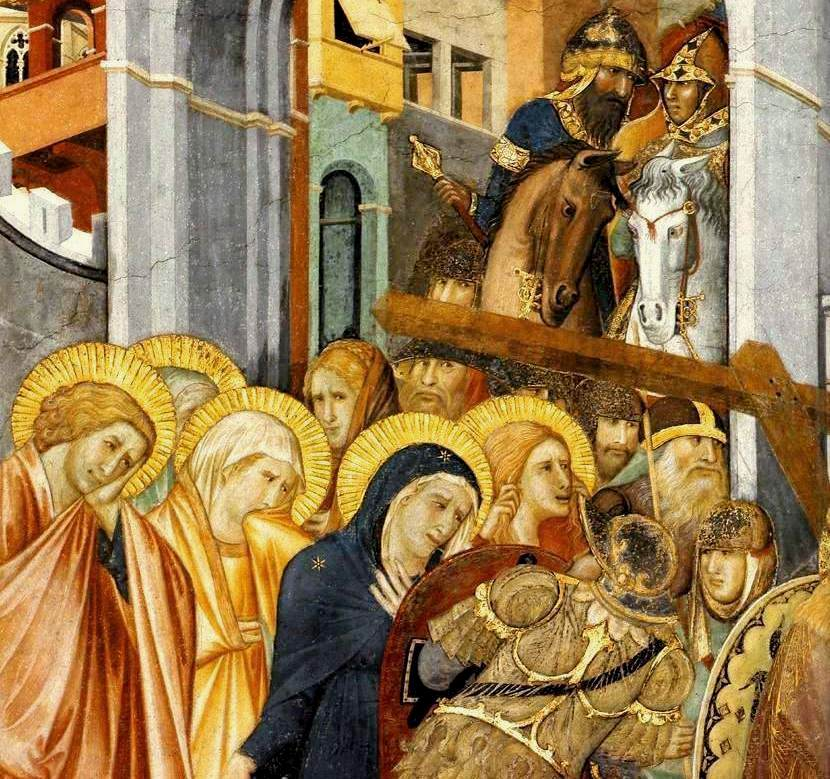
Fresco de Pietro Lorenzetti con las mujeres siguiendo a Jesús por la Vía Dolorosa, Asís, 1320.

En el muro exterior del monasterio griego ortodoxo hay una cruz tallada ennegrecida por el tiempo. Este es el lugar donde se supone que Jesús encontró a las piadosas mujeres, como aparece en el Evangelio según San Lucas.

### IX Estación
La tercera caída de Jesús es señalada con una columna de la época romana a la entrada del monasterio copto.

### Estaciones X, XI, XII, XIII y XIV
Las siguientes Estaciones Penitenciales están situadas dentro de la Iglesia del Santo Sepulcro y allí ocurre la muerte de Jesucristo.

## Galería de imágenes de las 14 estaciones

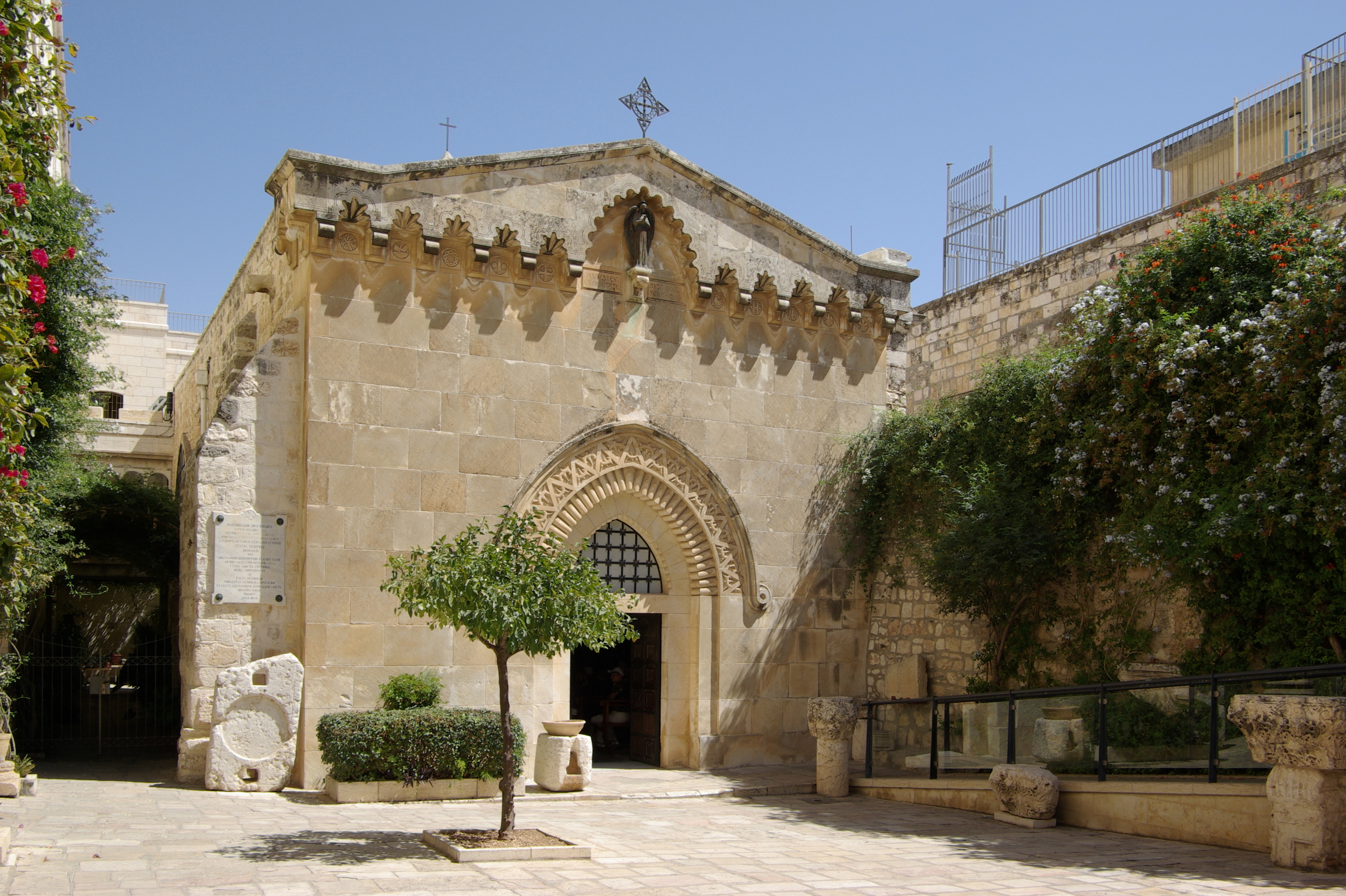
1ª Estación, Jesús es condenado a muerte
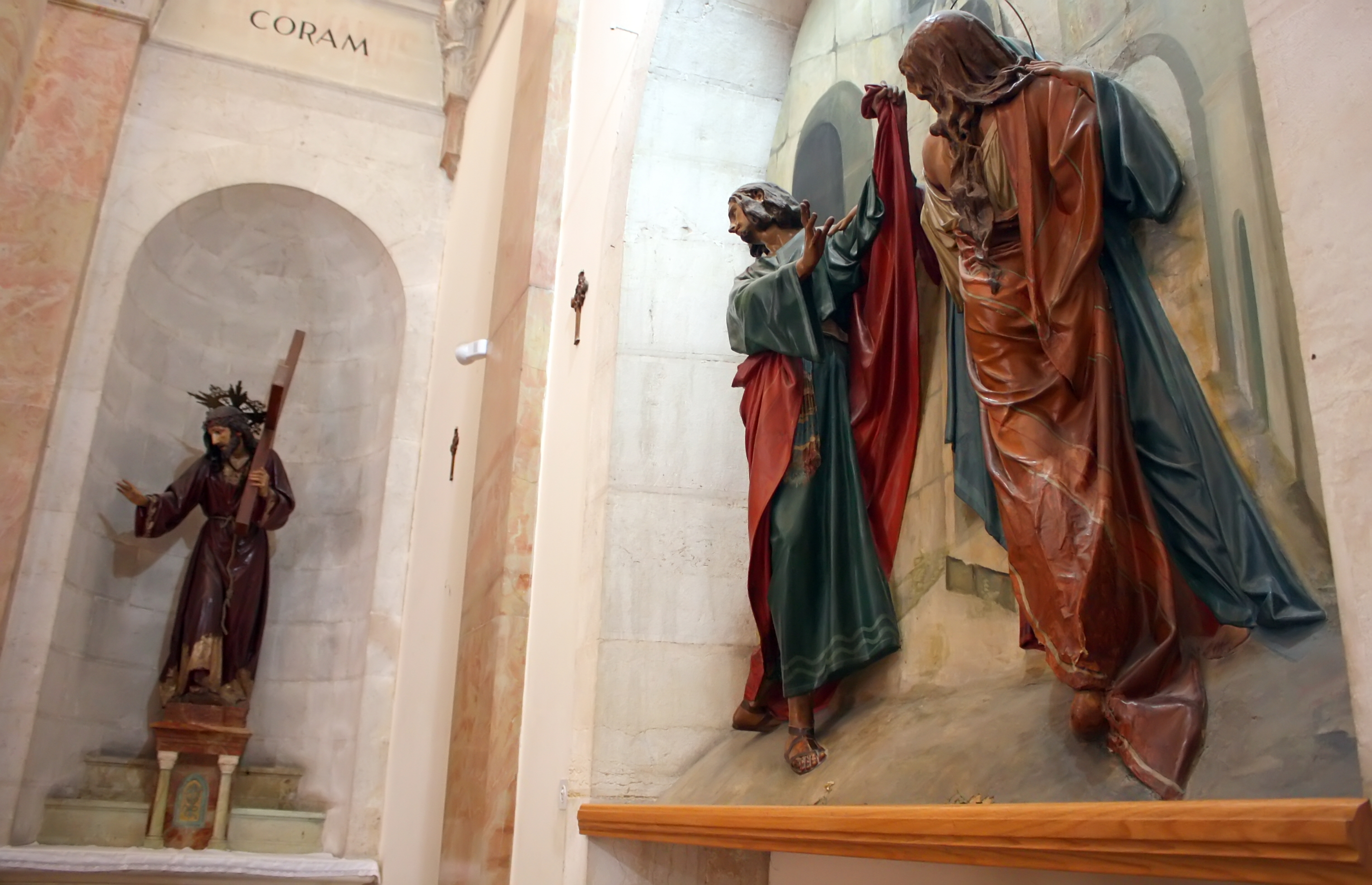
2ª Estación, Jesús lleva su cruz
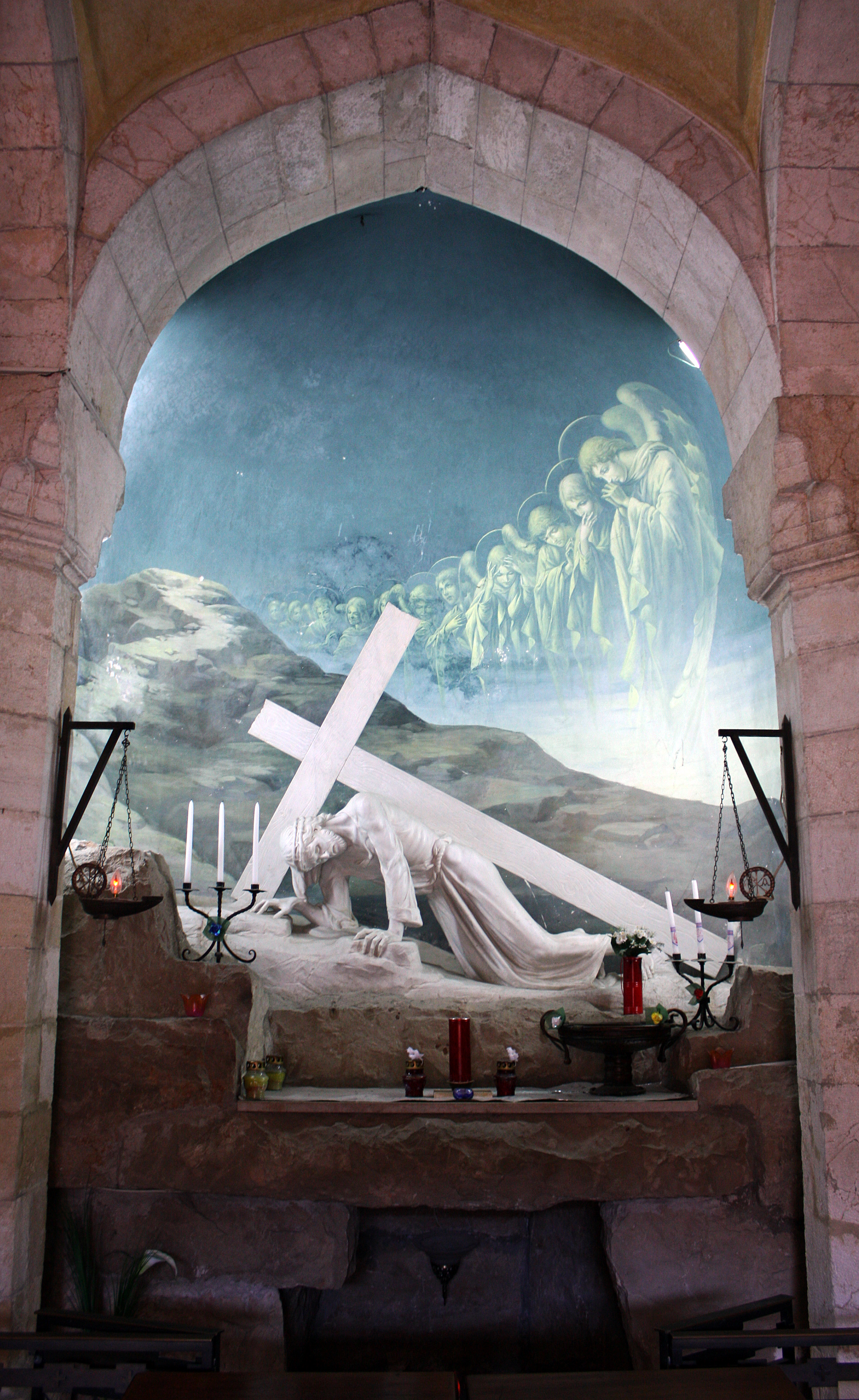
3ª Estación, Jesús cae por primera vez
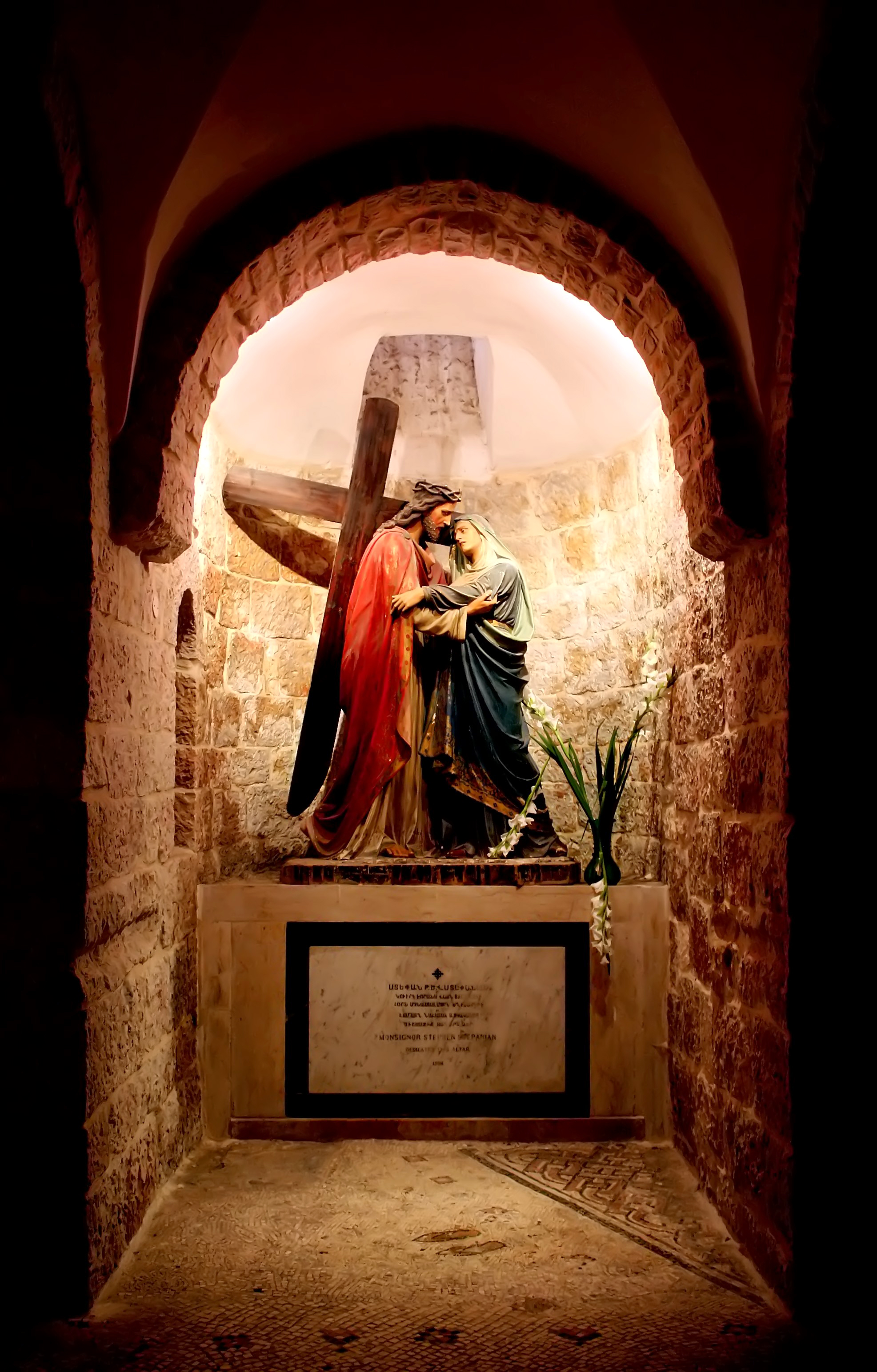
4ª Estación, Jesús se encuentra con su madre
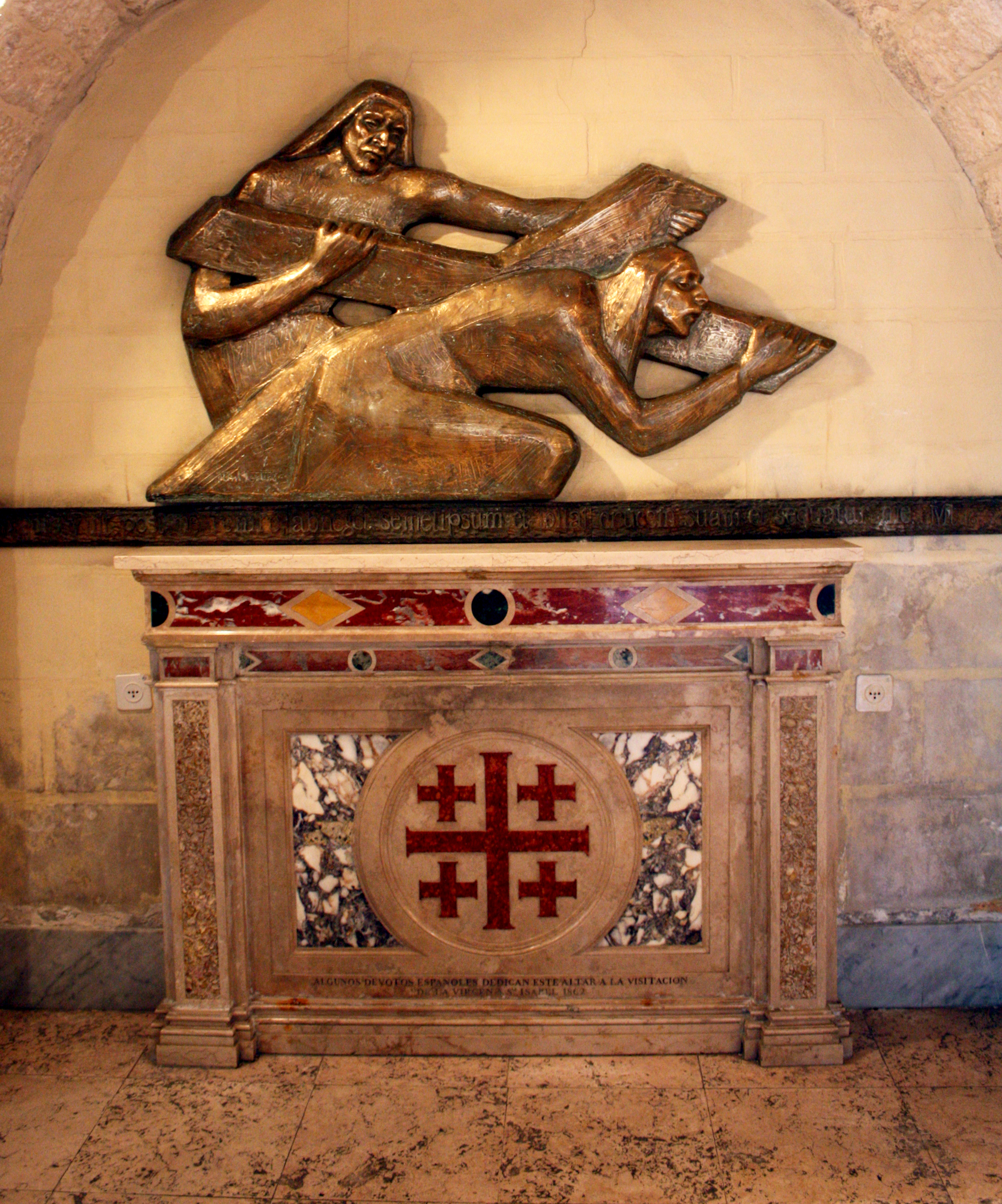
5ª Estación, Simón de Cirene ayuda a Jesús a llevar la cruz
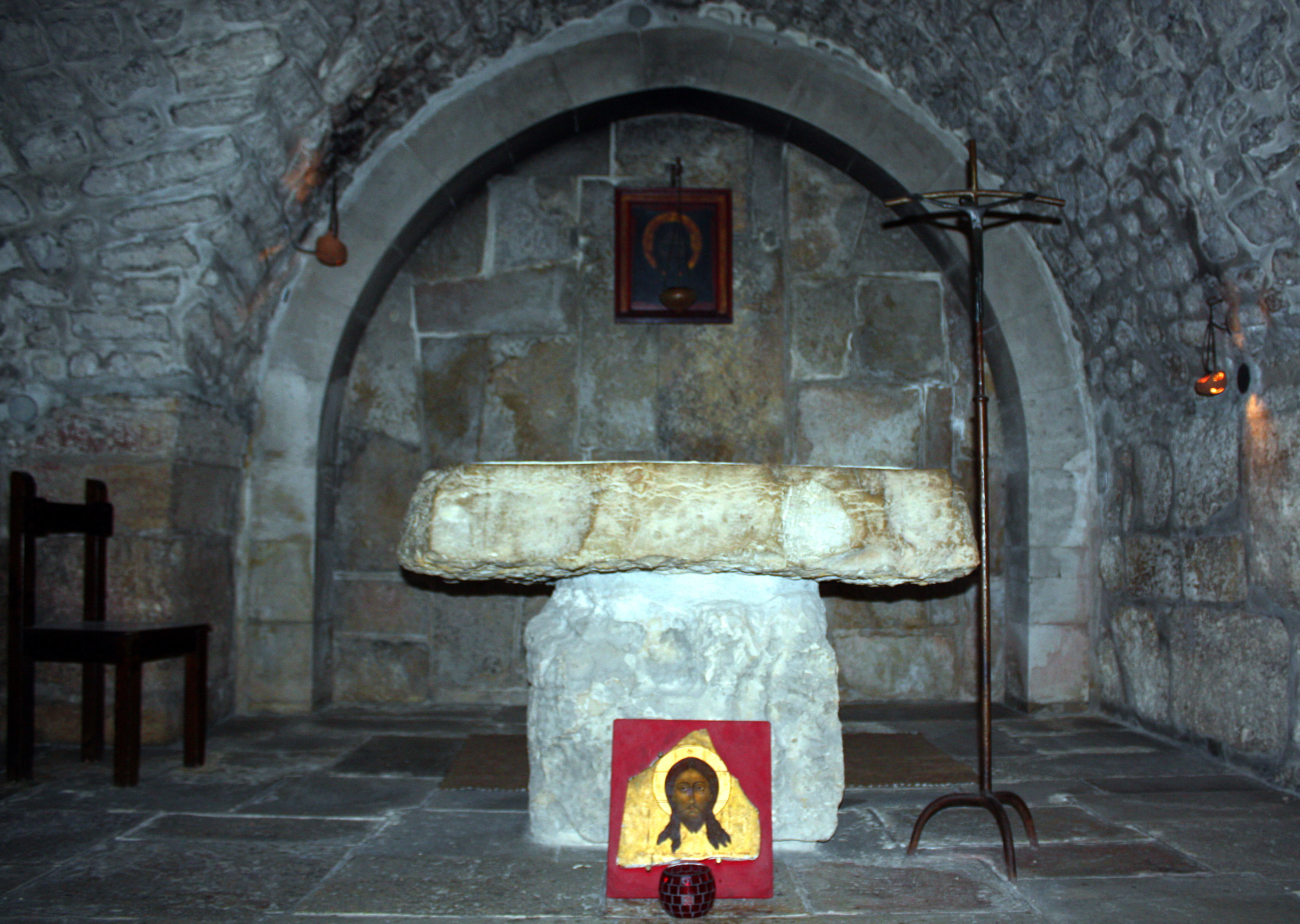
6ª Estación, la Verónica enjuga el rostro de Jesús
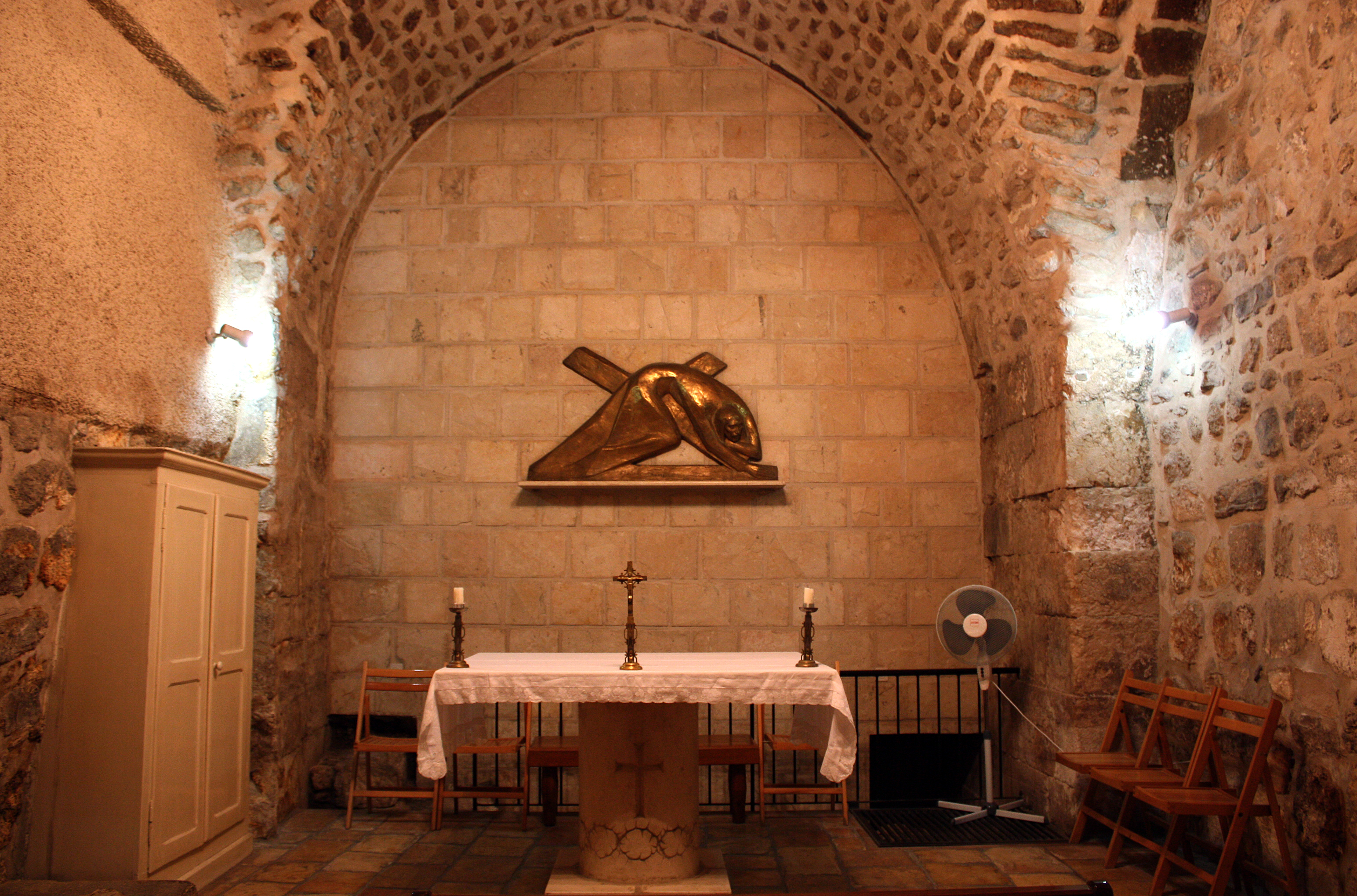
7ª Estación, Jesús cae por segunda vez
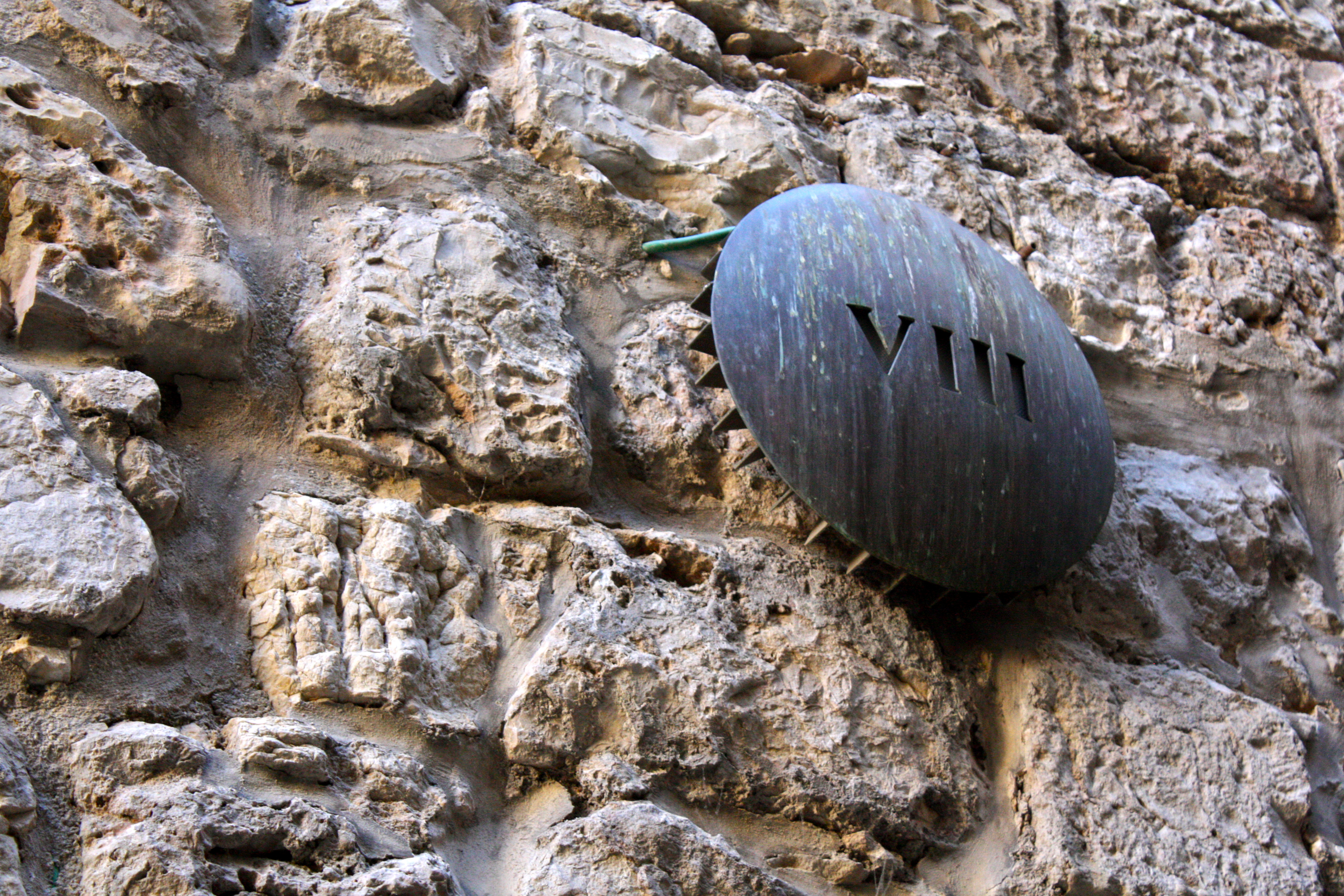
8ª Estación, Jesús se encuentra con las mujeres de Jerusalén
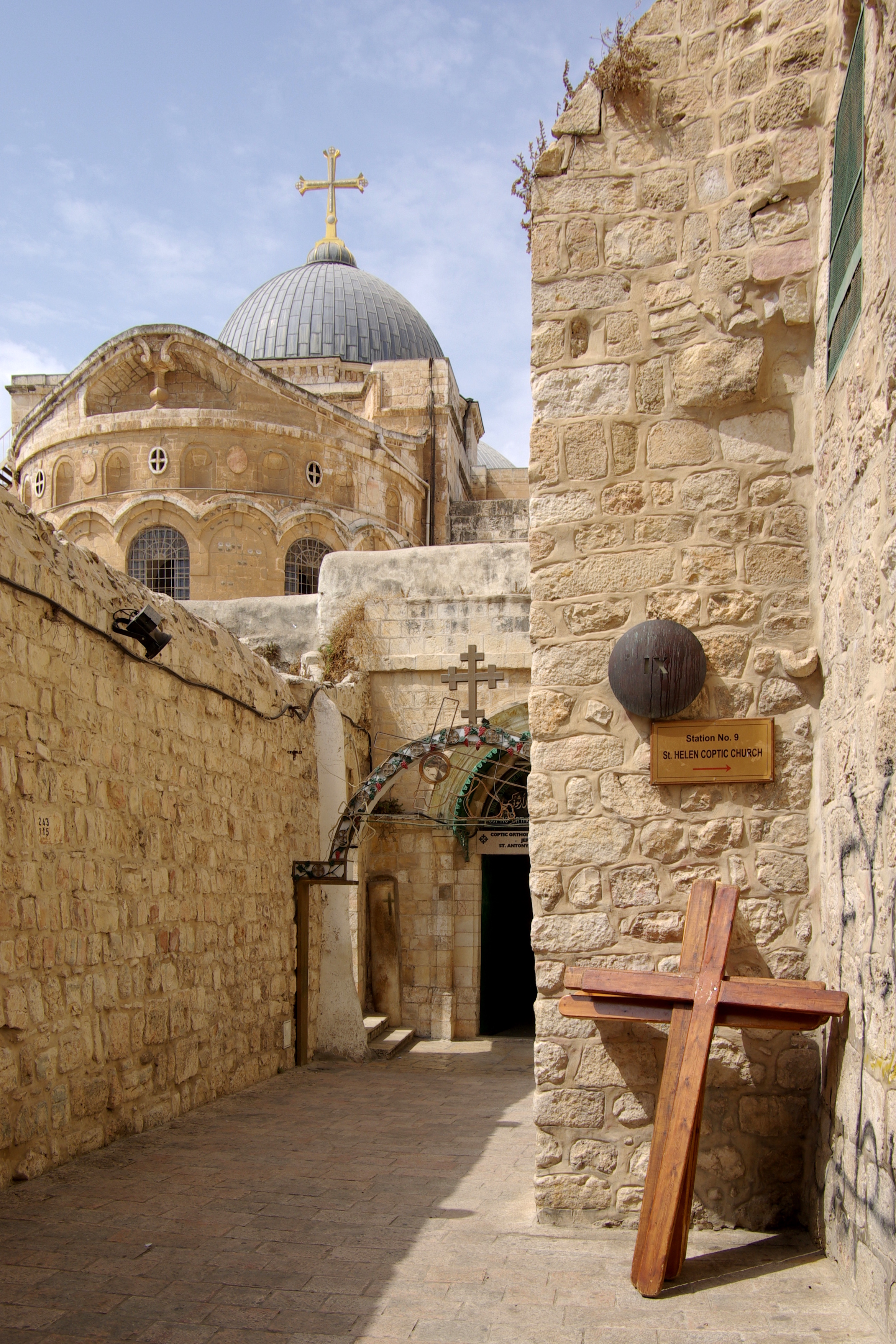
9ª Estación, Jesús cae por tercera vez
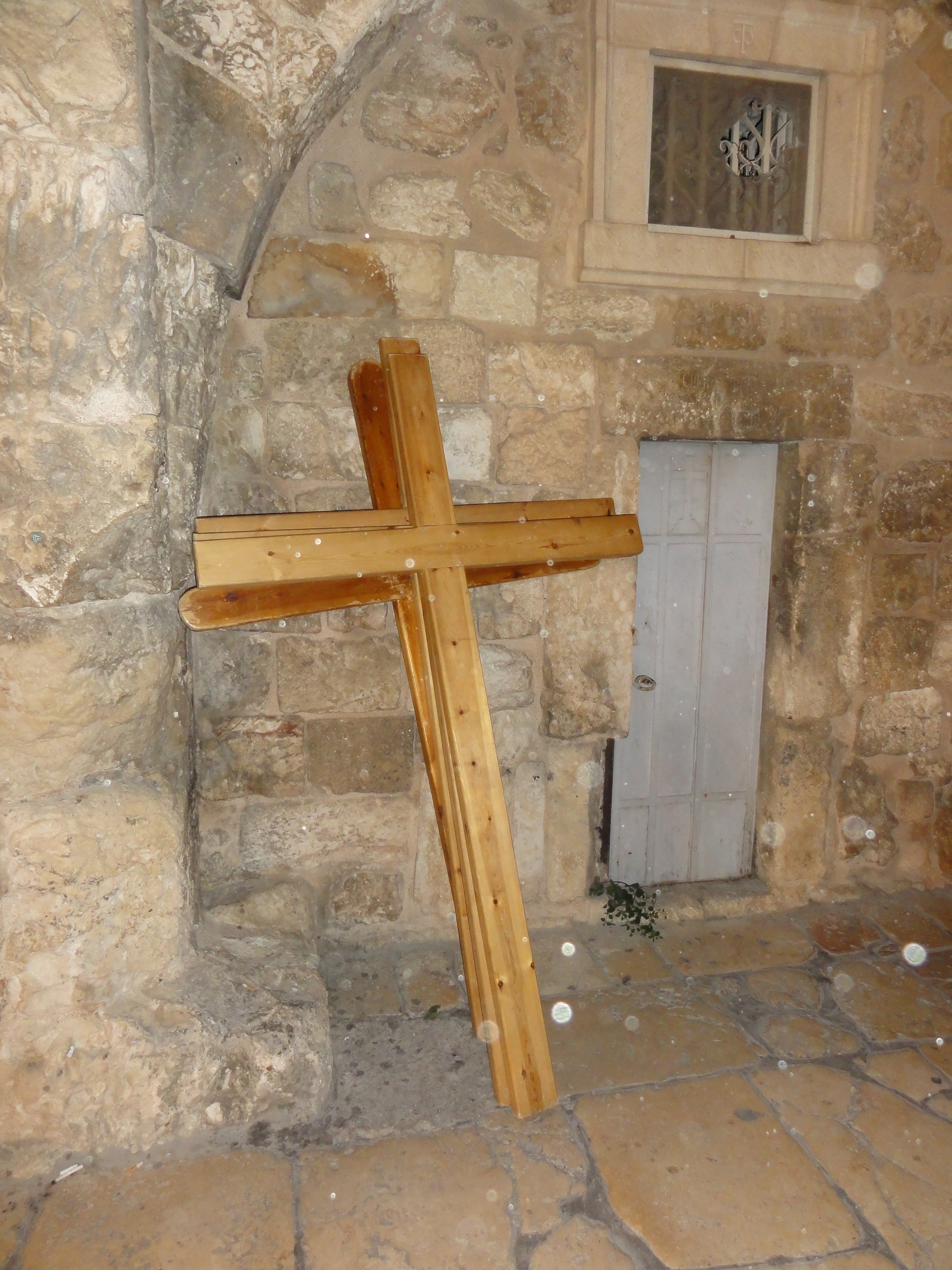
10ª Estación, Jesús es despojado de sus vestiduras
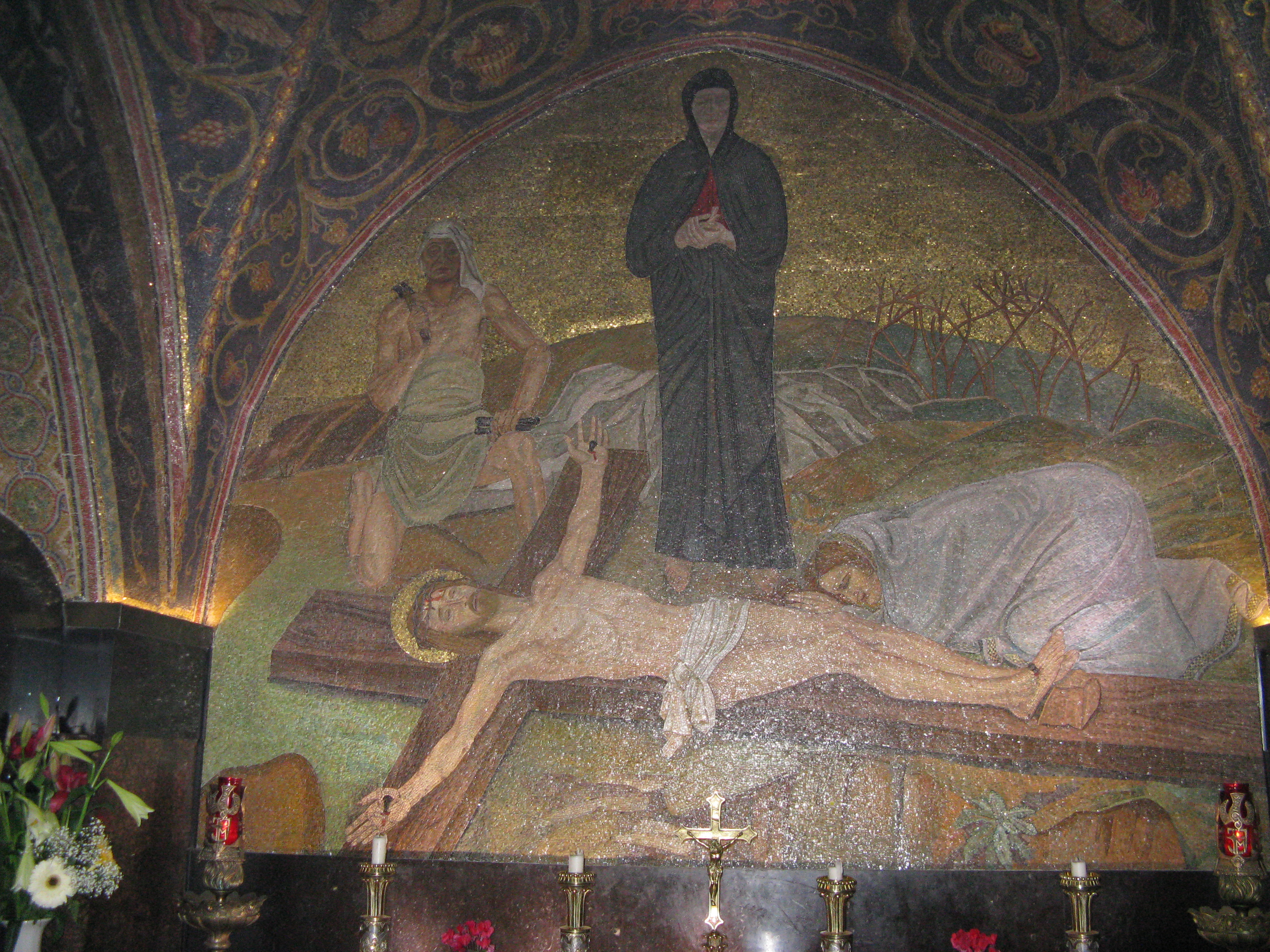
11ª Estación, Crucifixión: Jesús es clavado en la cruz
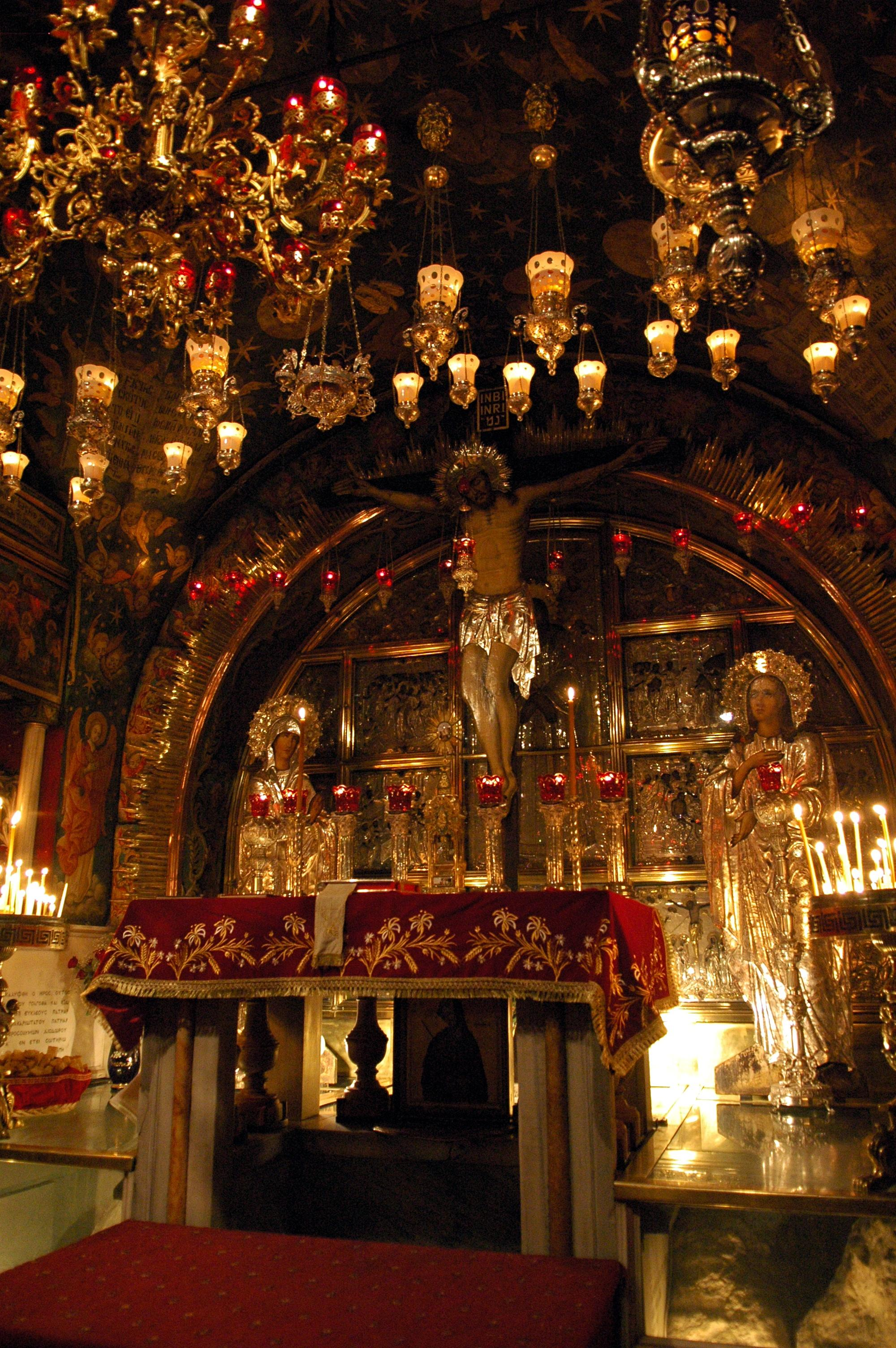
12ª Estación, Jesús muere en la cruz
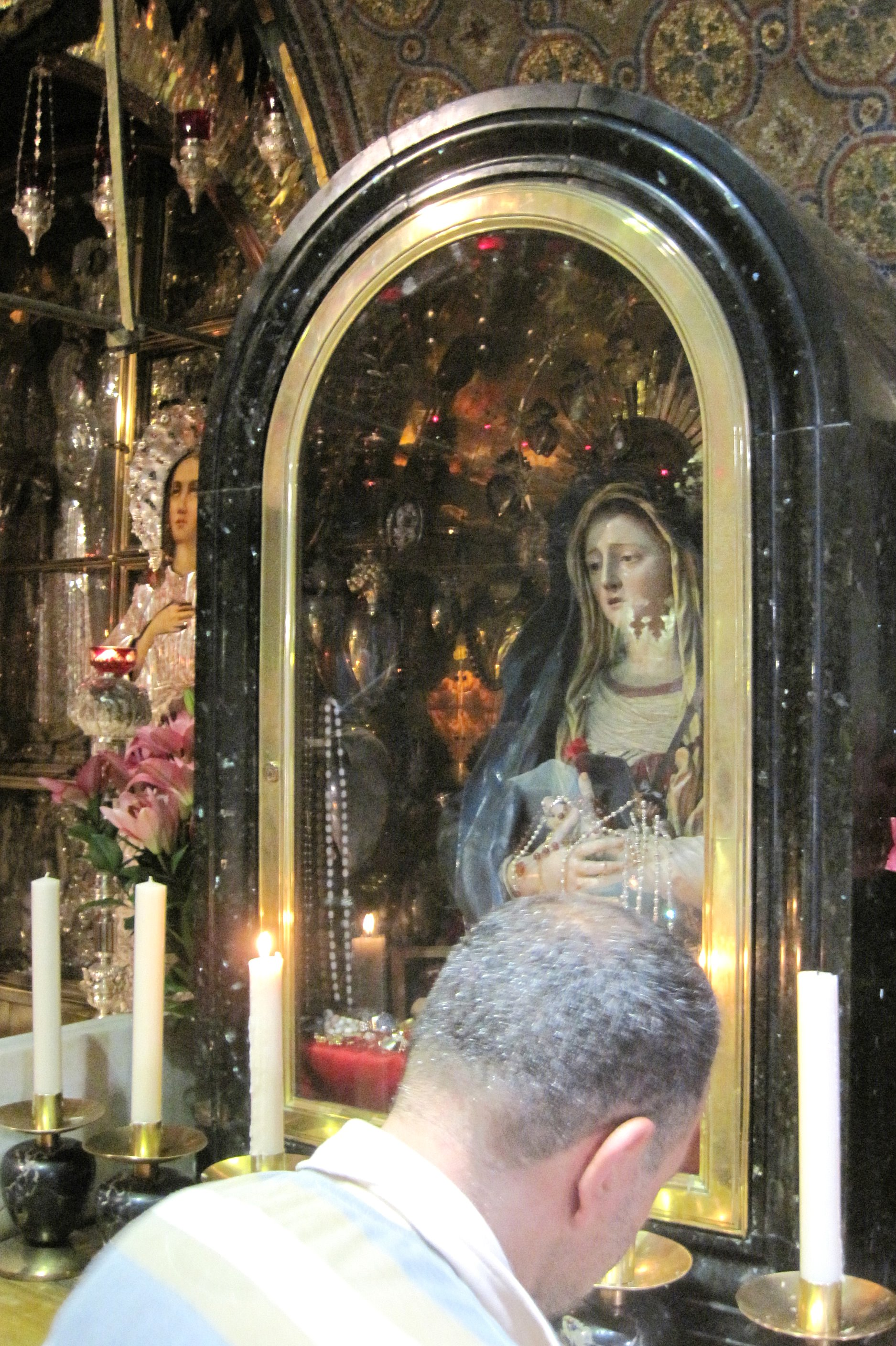
13ª Estación, busto católico de Nuestra Señora de los Dolores
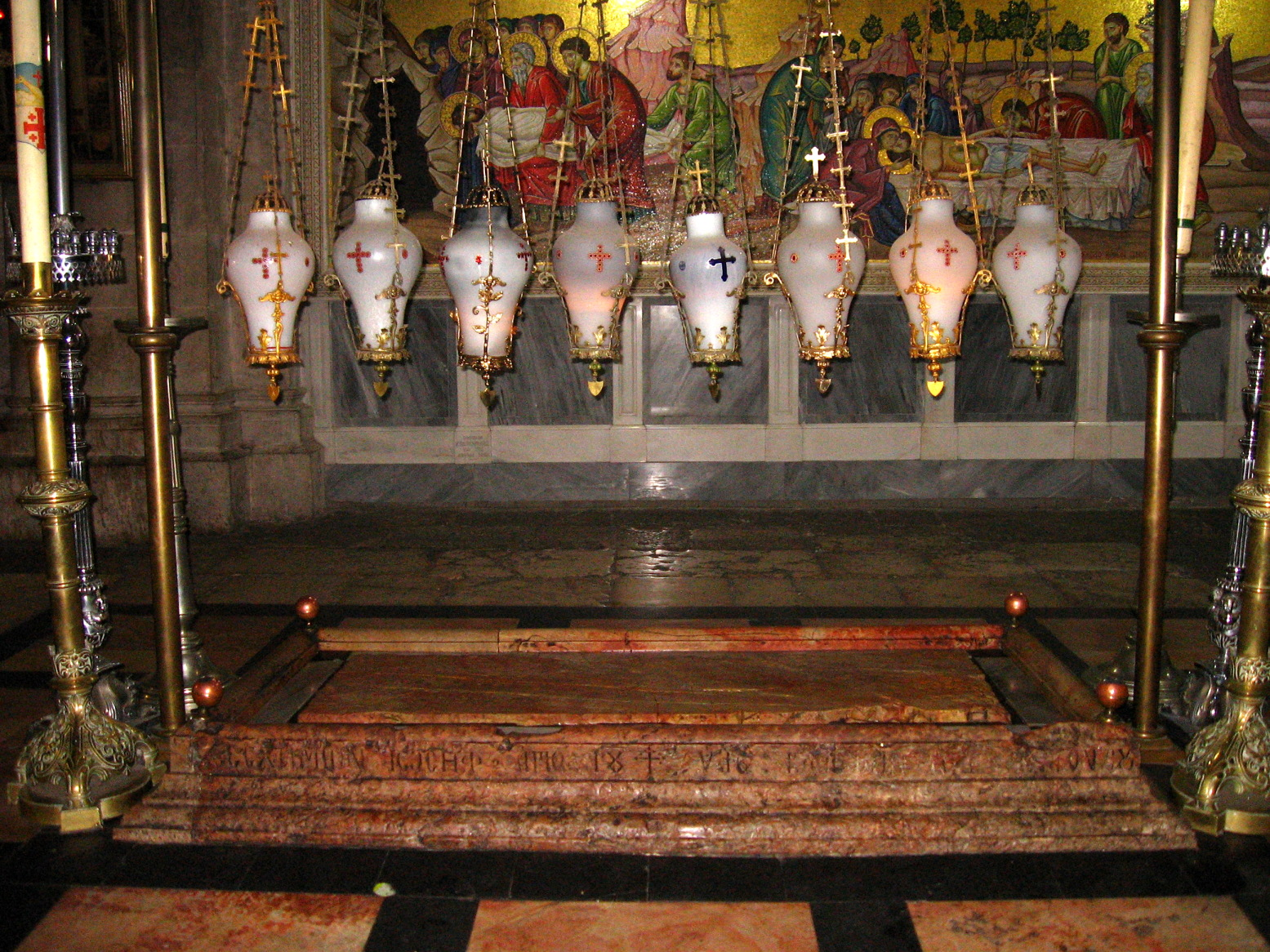
alternativa 13ª Estación, Piedra de la Unción
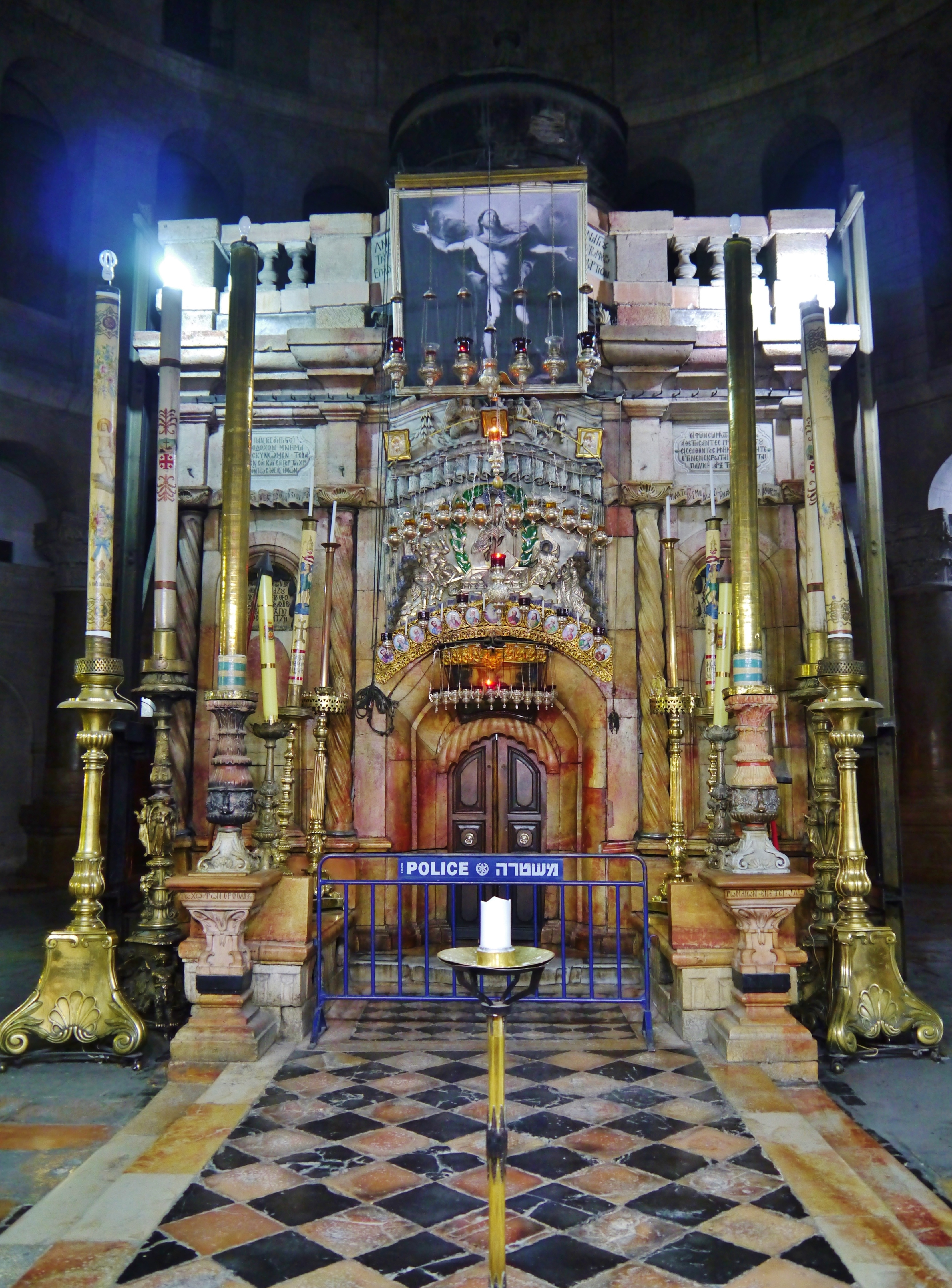
14ª Estación, Jesús es depositado en el sepulcro